# Halina Janiszewska
Halina Janiszewska, de domo Halina Maria Rogoyska, I voto: Helena Jaworska, II voto: Halina Białokur, III voto: Halina Janiszewska (ur. 1 maja 1909 w Witkowicach, zm. 17 listopada 2006 w Nowym Jorku) – polska działaczka społeczna i polityczna, a także długoletnia członkini Rady Instytutu Józefa Piłsudskiego w Ameryce.

## Życie i działalność
Ukończyła filologię angielską oraz historię na Uniwersytecie Warszawskim. Była także absolwentką Royal Academy of Music w Londynie.
Od 4 września 1939 r. jako drużynowa 15 osobowej drużyny PWK została skierowana do ochrony Biblioteki Narodowej w Warszawie. 5 września 1939 r. opuściła Warszawę w grupie rządowej, w której znajdował się minister Józef Beck i jej brat Daman Rogoyski. Z Rumunii przedostała się do Francji, gdzie w listopadzie 1939 r. podjęła pracę w Prezydium Rady Ministrów w Paryżu, a później w Londynie. W 1943 r. podjęła pracę w Ministerstwie Spraw Wewnętrznych.
Na początku lat 50. XX wieku wyemigrowała do Stanów Zjednoczonych i zamieszkała w Nowym Jorku. Pracowała m.in. w International Air Transport Association, Persons&Whittemore Inc., Elisabeth Arden Corp., a także w The Mount Sinai Hospital. 1964-1971 była zatrudniona w Fundacji Alfreda Jurzykowskiego, a następnie działała w Komitecie Doradczym tej Fundacji.
Przez wiele lat była związana z Instytutem Józefa Piłsudskiego w Nowym Jorku, gdzie od 1969 r. była członkiem Rady. 1992-2000 była członkiem Zarządu, aby także w końcu otrzymać status członka dożywotniego. W 2004 r. otrzymała wyróżnienie w postaci medalu „Merentibus”, przyznany jej za długoletni, bezinteresowny wkład w rozwój placówki. 30 kwietnia 1995 r. otrzymała w Konsulacie RP w Nowym Jorku przyznany jej Krzyż Kawalerski Orderu Odrodzenia Polski.
Zmarła 17 listopada 2006 r. w Nowym Jorku.